# シャンカラ・アーチャーリヤ

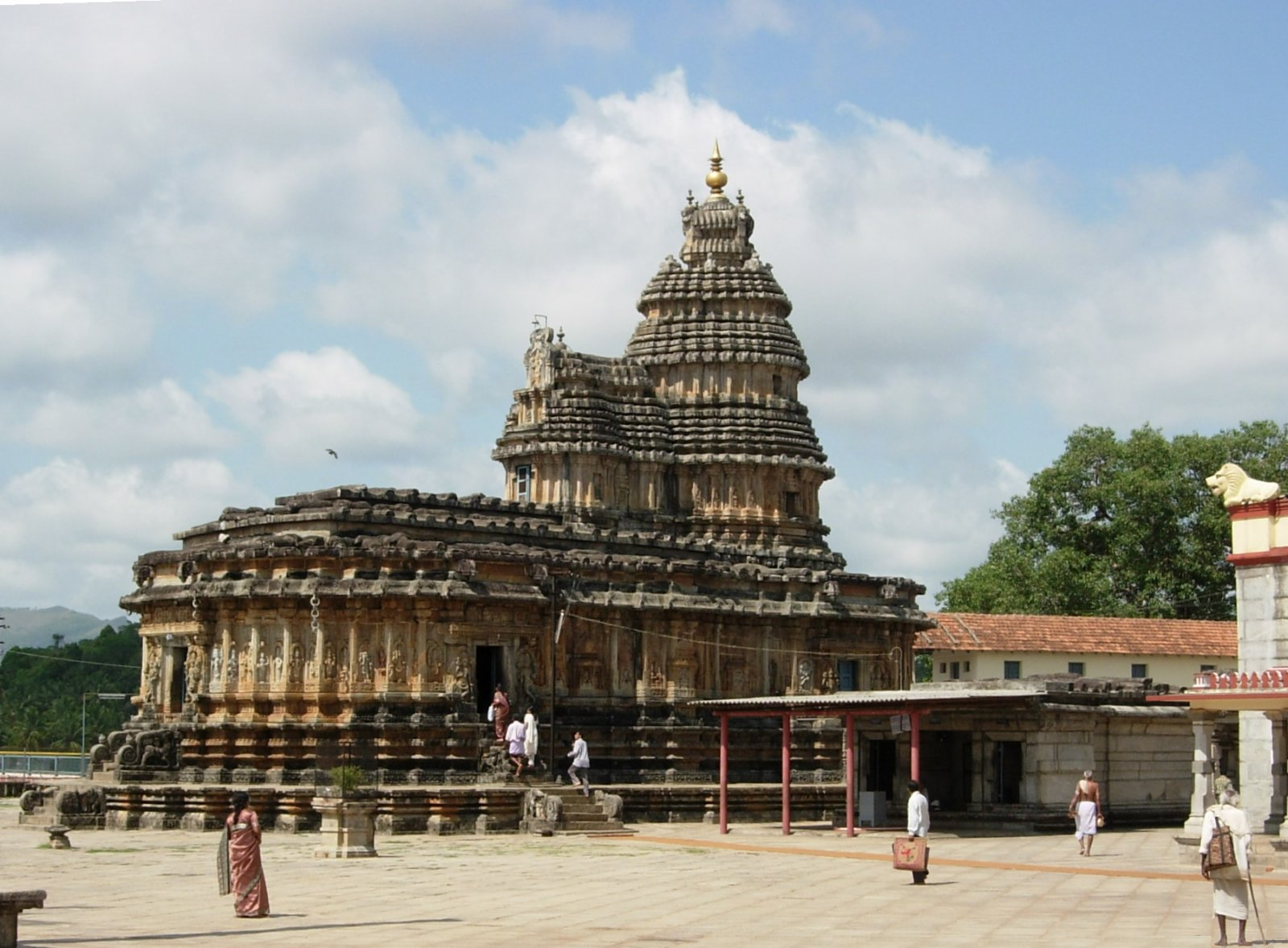
シュリンゲーリのシャンカラ派総本山

シャンカラ・アーチャーリヤ、シャンカラチャリヤは、哲学者・宗教者でシャンカラ派（別名スマールタ派）の宗教的開祖と見なされるシャンカラ（700年 - 750年）の尊称、またはヒンドゥー教の最高指導者であるシャンカラ派の寺院の法主の尊称である。（以下、初代のシャンカラを指す場合は「シャンカラ」とする。）歴代のシャンカラ・アーチャーリヤは、ウパニシャッド聖典の真理を体得した聖者として弟子を指導し、シャンカラの化身として民間の信仰を集めてきた。シャンカラ・アーチャーリヤは全インドに4人おり、現代でも宗教的・精神的指導者であり、政治にも影響を及ぼしている。

## 概要
シャンカラは、不二一元論ヴェーダーンタ哲学を唱えたインド最大の哲学者と讃えられる人物で、その教えは近現代インドにおける聖者のほとんどに何らかの影響を与えている。インドにおいて大きな社会的影響力を持つシャンカラ派の開祖と見なされ、聖者シャンカラ・アーチャーリヤ（シャンカラ師）として尊敬をあつめてきた。シャンカラ派は、世俗を捨てて解脱（モクーシャ）に専心する少数の出家遊行者（サンニヤーシン）と、多くの在家の信者で成り立っており、在家信者はヴェーダ聖典の法（ダルマ）を順守し、聖伝書（スムリティ）に規定される祭式などの伝統的慣習を守り伝えている。シャンカラ派は、シヴァ派でもヴィシュヌ派でもなく、どこの宗派にも属していないといわれる。
または、シャンカラ・アーチャーリヤは、シャンカラが創設したという僧院の法主の尊称である。シャンカラは、東のプリー、西のドワールカ、南のシュリンゲーリ、北のバドリーナートに僧院を創設したと伝えられ、カルナータカ州のシュリンゲーリ僧院がシャンカラ派の総本山である。シャンカラはシュリンゲーリ僧院に母神シャーラダーを祀ったと伝えられている。法院の宗主は伝統的に、世師（ジャガッド・グル、”世界の師”の意）とも呼ばれてきた。初代のシャンカラは「最初のシャンカラ師」（アーディ・シャンカラ・アーチャーリヤ）と呼ばれ、後代のシャンカラ・アーチャーリヤと区別されてきたが、著作は混同され、区別がつかなくなったものも多い。
シャンカラ・アーチャーリヤは、師弟関係においては、ウパニシャッド聖典の真理を体得した聖者として、出家遊行者である弟子を解脱へ導く師である。実際に弟子入りを許される人数は極めて少ない。シュリンゲーリ僧院では、シャンカラ・アーチャーリヤが優れた学生の中から後継者を選んで、出家遊行させる伝統的習慣がある。出家遊行に際して、シャンカラ・アーチャーリヤが後継者に新しい名を与える。
一方、シャンカラ・アーチャーリヤはシャンカラの化身、呪術宗教的な聖者として民間の信仰を集めており、在家の人々の病を癒すために、マントラ（真言）やヨーガの呪力を用いたりしている。天理大学の澤井義次は、シャンカラ・アーチャーリヤ信仰をとらえかえすと、ヒンドゥー教における聖者崇拝を示す具体的な信仰現象のひとつであると述べている。初期のシュリンゲーリ僧院は出家遊行者の住居であり哲学的・信仰的な探求の場だったが、特に14世紀以降になると、在家の支持者や帰依者からの寄進地や財産の寄付によって大きく変貌し、聖地として栄えた。シャンカラ・アーチャーリアの座は、シャンカラ以降代々継承され、シャンカラの魂が代々引き継がれているとされている。代々のシャンカラ・アーチャーリヤは初代シャンカラの化身であると考えられ、庶民の信仰を集めてきた。
精神的指導者としてのシャンカラ・アーチャーリヤは、政治にも影響を及ぼしており、その行動は政治的に解釈されている。（インドや南アジアでは、宗教者・聖職者が「プローヒタ」（宮廷・家庭祭司）として積極的に現実世界を指導することがふつうだった。）例えば、1980年代から90年代のアヨーディヤー問題（北インド、ウッタル・プラデーシュ州の聖地アヨーディヤーのイスラームのモスクの場所に、昔ヒンドゥー教のラーム神を祭る寺院があったと考えるヒンドゥー教徒が、この地に寺院を再建しようとした運動）では、1992年にモスクが破壊されたが、このさなかにカーリー僧院（ドワールカー）のシャンカラ・アーチャーリヤが、ヒンドゥー至上主義組織のヴィシュヴァ・ヒンドゥー・パリシャド（世界ヒンドゥー協会：VHP）などとは独自にアヨーディヤー問題に介入したかどで逮捕されている。